# Lê Hoàn
Lê Hoàn (10. avgust 941 – 18. marec 1005), posmrtno imenovan Lê Đại Hành, je bil vietnamski cesar in tretji vladar kraljestva Đại Việt, ki je vladal od leta 981 do 1005. Najprej je služil kot generalisimus, ki je poveljeval desettisočglavi vojski dvora Đại Việt pod vladavino Đinh Bộ Lĩnha. Po smrti Đinh Bộ Lĩnha konec leta 979 je Lê Hoàn postal regent Đinh Bộ Lĩnhovega naslednika, šestletnega Đinha Toàna. Lê Hoàn je odstavil dečka kralja, se poročil z njegovo materjo, kraljico Duong Van Nga, in leta 980 postal vladar. Poveljeval je vietski vojski, ki je leta 981 obranila severno invazijo, nato pa je leta 982 vodil pomorsko invazijo na južno Kraljestvo Champa.

## Zgodnja kariera
Lê Hoàn je bil rojen leta 941, v provinci Ai (Thanh Hoa). Na oblast je prišel kot general vojskovodje Hoa Lu Đinh Bộ Lĩnh. Leta 968, potem ko je premagal vse druge vojskovodje, je Đinh Bộ Lĩnh ustanovil kraljestvo Đại Việt s prestolnico Hoa Lư. Lê Hoàn je bil imenovan za »generala desetih okrožij« in poveljnika kraljeve vojske.

## Vzpon na prestol
Konec leta 979 je Đinh Bộ Lĩnha in njegovega sina Dinh Liena ubil uradnik z imenom Do Thich, medtem ko sta spala na dvorišču. Po smrti kralja in princa sta ugledna člana dvora Nguyen Bac in Lê Hoàn ustoličila šestletnega princa Đinh Toàna za kralja. Vendar je kraljica Duong želela, da Lê Hoàn postane vladar, saj bi bilo to bolje za kraljestvo. Đinh Toàn se je odpovedal kroni, medtem ko je Lê Hoàn prevzel oblast z vladarskim imenom Thien Phuc in s tem prenesel oblast s klana Đinh na klan Le.

## Vladanje

### Zunanji odnosi z dinastijo Song, Kitajska in Champa
Nemiri v Đại Việtu so pritegnili pozornost kitajskega cesarstva dinastije Song na severu. Cesar Taizong je ukazal Hou Renbao napredovanje na ozemlja Đại Việta, čeprav je Lê Hoàn poslal sporočilo dvoru Song, ki je bilo zavrnjeno. V začetku leta 981 je kitajska mornarica pod vodstvom Liu Chenga premagala Lê Hoànovo vojsko na reki Bạch Đằng, pri čemer je ubila 1000 vietskih mornarjev in zaplenila 200 džunk. Hou Renbao je pozval svoje čete, naj korakajo naprej, vendar niso ubogali, dokler ni končno prišel Liu Cheng in so se kopenske sile in mornarica Song ponovno zbrale v vasi Da La, nato pa se vrnile v Hoa Bo (Chi Lăng). Lê Hoàn se je pretvarjal, da se je predal, prevaral Hou Renbaoja, da je prišel, nato pa ga je ubil in masakriral njegove čete. Vojska Song se je bila prisiljena umakniti, njihovi generali pa so bili zaradi vojaških neuspehov kaznovani s hitro usmrtitvijo v Kaifengu. Sung je nato leta 986, 998 in 990 poslal tri odposlance v Đại Việt in normaliziral odnose med državama.
Kralj Champe, Paramesvaravarman I., je pred tem konec leta 979 napadel Đại Việt v imenu obnovitve Ngô Nhật Khánha, vietnamskega disidentstva, vendar ga je ustavil tajfun. V naslednjem letu je Lê Hoàn poslal veleposlaništvo v Champa, vendar ga je zadržal kralj Cham. Vietski kralj je nato vodil vojsko, ki je vdrla proti jugu, v bitki ubila Paramesvaravarmana in oplenila Indrapuro. Paramesvaravarmanov princ Jaya Indravarman IV. je iskal zatočišče na jugu. V naslednjem letu je Lưu Kế Tông, vietnamski častnik v vojski Cham, prevzel oblast v Champi in se uspešno uprl Lê Hoànovemu poskusu, da bi ga odstranil z oblasti.
V začetku leta 995 je 100 vietovskih vojnih ladij vplulo v Yongzhou (sodobni Nanning, Guangxi), pred odhodom oplenilo mesto Ruhong. Poleti so lokalni uradniki Lê Hoàna iz To Maua (današnji Quang Ninh) vodili vaško silo 5000 mož in mornarjev, ki so vdrli na Kitajsko, oplenili Luzhou blizu Yongzhoua, vendar jih je kitajski general Yang Wenjie premagal. Leta 1004 je Lê Hoàn poslal misijo na Kitajsko, ki jo je vodil eden od njegovih sinov, princ Lê Minh Đề. Minh Đề je bil povabljen na praznovanje lunarnega novega leta leta 1005 na dvoru Song skupaj z poslanci Champa in Araba. Zapisi Song obravnavajo Đại Việt skupaj z Javo, Paganom in Arabci kot enakopravne suverene države. Zunaj Kitajske in Champe kmerski napis iz leta 987 beleži prihod vietnamskih trgovcev v Angkor.

### Kraljestvo
Na dvoru je Lê Hoàn ohranil budističnega patriarha Khuông Việta kot velikega učitelja, medtem ko je Kitajca po imenu Hongjian imenoval za položaj klasičnega in zgodovinskega strokovnjaka na dvoru. Ustanovil je pet kraljic kot mladoletnih žena, medtem ko je kraljica Duong ostala njegova prva dama. Člane svoje družine, vključno z bratom in sinovi, je imenoval za vladanje drugih delov kraljestva. Leta 987, pet let po suši leta 982, je Le Hoan organiziral kraljevo slovesnost oranja na dveh riževih poljih in v vsako postavil lonec zlata. Leta 995 je zgradil tempelj Mahayana Nhat Tru v Hoa Luju in pustil napise na njem, navajal verze iz Śūraṅgama Sūtre.

## Smrt
Leta 1005 je umrl v starosti 64 let, medtem ko je med njegovima sinovoma izbruhnila državljanska vojna za nasledstvo. Po njegovi smrti so ga imenovali Đại Hành Hoàng đế (大行皇帝; dobesedno »Pokojni cesar«) in je kasneje postal njegov posmrtni naziv. Njegov dvajsetletni peti sin Le Long Dinh je zasedel prestol kasneje istega leta, potem ko je umoril svojega starejšega brata Lê Long Việta, ki je krono prevzel le v treh dneh in vladal državi naslednja štiri leta.

### Navedena dela
- Anderson, James (1999), Frontier management and Tribute Relations along the empire's southern border, University of Michigan
- Bielenstein, Hans (2005), Diplomacy and Trade in the Chinese World, 589-1276, Brill Publishers
- Coedes, George (2015). The Making of South East Asia (RLE Modern East and SouthEast Asia). Taylor & Francis. ISBN 978-1-31745-095-5.
- Kiernan, Ben (2019). Việt Nam: a history from earliest time to the present. Oxford University Press.
- Nguyen, Tai Thu (2008). The History of Buddhism in Vietnam. Council for Research in Values and Philosophy.
- Taylor, K. W. (1983), The Birth of the Vietnam, University of California Press, ISBN 978-0-520-07417-0